# IC 183
IC 183 ist eine linsenförmige Galaxie vom Hubble-Typ SB0-a im Sternbild Walfisch am Südsternhimmel. Sie ist schätzungsweise 167 Millionen Lichtjahre von der Milchstraße entfernt und hat einen Durchmesser von etwa 65.000 Lj. Gemeinsam mit NGC 829, NGC 830, NGC 842 und NGC 788 bildet sie die NGC 788-Gruppe.
Im selben Himmelsareal befinden sich u. a. die Galaxien NGC 762, NGC 779, NGC 790.
Das Objekt wurde am 7. Dezember 1893 vom französischen Astronomen Stéphane Javelle entdeckt.